# مرغزار (فاروج)
مرغزار یک روستا در ایران است که در دهستان تیتکانلو واقع شده‌است. مرغزار ۶۴۵ نفر جمعیت دارد.